# Kwartet Pomorski
Kwartet Pomorski, zwany także w latach 60., 70. i 80. XX w. Kwartetem Bydgoskim – bydgoski zespół muzyków-wirtuozów (dwoje skrzypiec, altówka i wiolonczela) uprawiający muzykę kameralną. 

## Historia
Zespół powstał w 1958 r. przy Filharmonii Pomorskiej w Bydgoszczy. Tworzyli je koncertmistrzowie grup orkiestry symfonicznej filharmonii, muzycy-soliści, także z okresu międzywojennego. Kwartet Bydgoski Filharmonii Pomorskiej z lat 1958-1959 tworzyli: Edward Statkiewicz, Zdzisława Wojciechowska, Józef Rezler i Stanisław Roszak (pierwszy skład) oraz Bohdan Giergiel, Antoni Durski, Franciszek Rumiński i Paweł Kreja (drugi skład). Zespoły te występowały w sezonie 1958/59 i 1959/60 w licznych koncertach - w całym województwie bydgoskim, regionie, a także kraju, popularyzując najcenniejsze dzieła kameralistyki. 
Po dwóch latach „Kwartet Bydgoski” zakończył swoją działalność z powodu nadmiaru obowiązków muzyków zarówno w Orkiestrze Symfonicznej FP, jak i Capelli Bydgostiensis (powstałej w 1960 r.). W 1969 r. reaktywowano działalność kwartetu, lecz jego działalność nie była już tak aktywna. W latach 70. i 80. prowadził go długoletni koncertmistrz Filharmonii Pomorskiej Józef Rezler. W latach 90. do tradycji sięgnęli muzycy z Capelli Bydgostiensis i Orkiestry Symfonicznej Filharmonii Pomorskiej. W nowej rzeczywistości społecznej narodził się Kwartet Pomorski grający w składzie: Waldemar Kośmieja (I skrzypce), Dorota Grajek-Czerw (II skrzypce), Zbigniew Milewski (altówka) i Małgorzata Węglerska-Posadzy (wiolonczela).
Przez kilkanaście lat działalności koncertowej zespół ugruntował swoją pozycję na rynku krajowym i zagranicznym. Zaliczany jest do czołówki wykonawczej muzyki kameralnej w Polsce. Kwartet Pomorski koncertuje za granicą, zwłaszcza w Hiszpanii, gdzie dał około 100 koncertów i wystąpił w nagraniach płytowych „Antologii hiszpańskiej muzyki współczesnej”. Daje także występy w kraju, nierzadko w zabytkowych pałacach czy kościołach.